# Mont Constance
Pour les articles homonymes, voir Constance.
Le mont Constance (en anglais : Mount Constance) est un sommet des montagnes Olympiques, aux États-Unis. Il culmine à 2 364 mètres d'altitude dans le comté de Jefferson, dans l'État de Washington. Il est protégé au sein du parc national Olympique.